# السفارة السعودية في المنامة
سفارة المملكة العربية السعودية في مملكة البحرين، هي بعثة دبلوماسية سعودية تقع العاصمة البحرينية المنامة ويترأس البعثة سفير خادم الحرمين الشريفين نايف بن بندر السديري. العنوان: المنطقة الدبلوماسية – المنامة 317 طريق 1702 مبنى 82 ( ص.ب 1085 ).

## وصلات خارجية
- موقع سفارة المملكة العربية السعودية في البحرين
- وزارة الخارجية السعودية (بالعربية)
- Ministry of Foreign Affairs of Kingdom of Saudi Arabia (بالإنجليزية)